# Café de Colombia (equipo ciclista)
El Café de Colombia fue un equipo ciclista colombiano profesional. Compitió entre los años 1983 y 1990 siempre con el patrocinio principal de Café de Colombia. 

## Predecesores: Colombianos pioneros en Europa (1980-1984)
Las raíces del equipo se fundaron a finales de los años 1970 y principios de los años 1980, cuando los ciclistas colombianos, conocidos como escarabajos, comenzaron a destacar en competiciones de ciclismo amateur en Europa, participando como Equipo Nacional Colombiano, llegando a ganar incluso el Tour del Porvenir en 1980, de la mano de Alfonso Flórez. La formación colombiana debutó en una gran competición en 1983, en el Tour de Francia, que por primera vez permitía la participación de ciclistas amateurs. Dirigidos por Luis Ocaña, y copatrocinados por la marca de baterías Varta, los colombianos lograron buenos resultados en la montaña, situando a Patrocinio Jiménez 2.º en la clasificación final de la montaña, y logrando alcanzar, tanto Jiménez como Edgar Corredor, la 3.ª plaza en varias etapas.
En 1984, el Equipo Nacional repitió participación en el Tour de Francia, de nuevo con Varta como patrocinador, y con un joven Luis Herrera como jefe de filas. Ya en los Pirineos, en la única etapa con final en alto, Herrera hizo acto de presencia, sorprendiendo a todo el pelotón , que se deshizo en elogios con la figura colombiana, aunque solo pudo ser 2.º en la etapa, por detrás de Millar. En la cronoescalada de la 16.ª etapa, Herrera repitió 2.º puesto, esta vez por detrás del francés Laurent Fignon. Al día siguiente, finalmente, Herrera lograría la primera victoria de un ciclista colombiano en la historia del Tour, al ganar nada menos que la etapa con final en la mítica cima de Alpe d'Huez. En la general, Rafael Acevedo fue el mejor clasificado, al terminar 12.º.

## Historia del equipo

### Café de Colombia (1985-1990)

Maillot del Café de Colombia en 1988.

#### Sorpresa y perplejidad en el pelotón europeo (1985-1986)
En 1985, se constituyó profesionalmente el Café de Colombia, con José Raúl Meza Orozco como mánager y una plantilla de 24 corredores, 20 de los cuales obtuvieron su primer contrato profesional, con Luis Herrera y Fabio Parra entre ellos.
En la Vuelta a España, Parra acudió como líder de equipo, y consiguió terminar 5.º en la clasificación general. Por su parte, Antonio Agudelo logró ganar la 7.ª etapa.
En el Tour de Francia, el equipo terminó de convencer de la valía del ciclismo colombiano, con una gran actuación de Lucho Herrera, que logró ganar dos etapas y la clasificación de la montaña, secundado por Parra, que consiguió otro triunfo parcial. En la general, Herrera fue 7.º y Parra, 8.º y ganador también de la clasificación de los jóvenes.
Otros triunfos destacados fueron una etapa en el Tour del Porvenir ganada por Antonio Agudelo, así como la clasificación por equipos y una etapa en el Dauphiné Libéré en la que se impuso Carlos Jaramillo. En Colombia, Antonio Londoño se adjudicó la Vuelta a Antioquía, Parra ganó la Vuelta a Cundinamarca y Lucho Herrera hizo lo propio con la Vuelta a Colombia. A nivel individual, Parra se convirtió en campeón de Colombia.
En octubre de 1985, se hizo oficial el fichaje de Raphaël Géminiani como director deportivo para la siguiente temporada, mientras que Raúl Meza recalaría en otro equipo colombiano de reciente creación, el Manzana Postobón.
Sin embargo, en 1986 el equipo tan solo consiguió victorias en competiciones nacionales, con los triunfos de Herrera en el Clásico RCN y la Vuelta a Colombia, Corredor en la Vuelta a Cundinamarca y Parra en la Vuelta a Boyacá. A nivel individual, Rondón se convirtió en campeón de Colombia.
En la Vuelta a España, Parra solo pudo ser 8.º. Otros dos integrantes del equipo, Rondón y Jiménez tuvieron cerca el triunfo de etapa, en la 9.ª y la 17.ª etapas, pero ambos finalizaron en segunda posición, por detrás de Mottet y Yáñez, respectivamente.
En el Tour de Francia, a pesar de estar entre los favoritos de partida, Herrera no rindió al nivel, y tan solo pudo ser 4.º en dos etapas, segundo en la clasificación de la montaña y 22º en la clasificación general.

#### Vuelta 1987, la gran victoria del ciclismo colombiano
Como resultado de esto, Geminiani, que durante el Tour tuvo varias disputas con los dirigentes del equipo, no siguió dirigiendo al equipo en 1987, ocupando su puesto Rafael Antonio Niño y Roberto Sánchez como directores deportivos.
En Colombia, Herrera volvió a repetir triunfo en la Vuelta a Colombia, mientras que Parra ganó el Clásico RCN. En Europa, Henry Cárdenas se llevó una etapa del Dauphiné Libéré.
En la Vuelta a España, Luis Herrera, el cual en principio acudía sin intenciones de disputar la carrera, como preparación de cara al Tour, comenzó a sentirse realmente bien en las etapas pirenaicas, quedando 3.º en la 6.ª etapa, con final en Andorra, y 2.º en la 7.ª, con final en Cerler. Fue tras la 11.ª etapa, coincidiendo con su cumpleaños, Herrera ganó la etapa reina con final en los Lagos de Covadonga y se vistió con el maillot amarillo, cuando se comenzó a barajar la posibilidad de ganar la Vuelta. Los pronósticos se cumplieron, no obstante, y en la contrarreloj de la 18.ª etapa, Sean Kelly le arrebató el primer puesto a Herrera. Sin embargo, la fortuna se alió con Herrera, al verse el ciclista irlandés obligado a abandonar por culpa de un forúnculo en la zona perineal, lo que acompañado a su segundo puesto en la 19.ª etapa, destacado sobre el grupo de Dietzen, segundo clasificado en la general, dejó prácticamente sentenciada la Vuelta a su favor. Este éxito paralizó por completo Colombia, que se volcó con El jardinerito, en la victoria más importante del ciclismo colombiano.
En el Tour de Francia, Herrera volvió a ganar la clasificación de la montaña por segunda vez. No pudo, no obstante, lograr ningún triunfo de etapa, si bien quedó segundo en dos ocasiones, en la 14.ª etapa con final en Luz Ardiden y en la cronoescalada al Mont Ventoux de la 18.ª etapa. En la general, el vigente campeón de la Vuelta quedó en 5.ª posición, mientras que Fabio Parra conseguía terminar en 6.º lugar.

#### Decadencia del equipo (1988-1990)

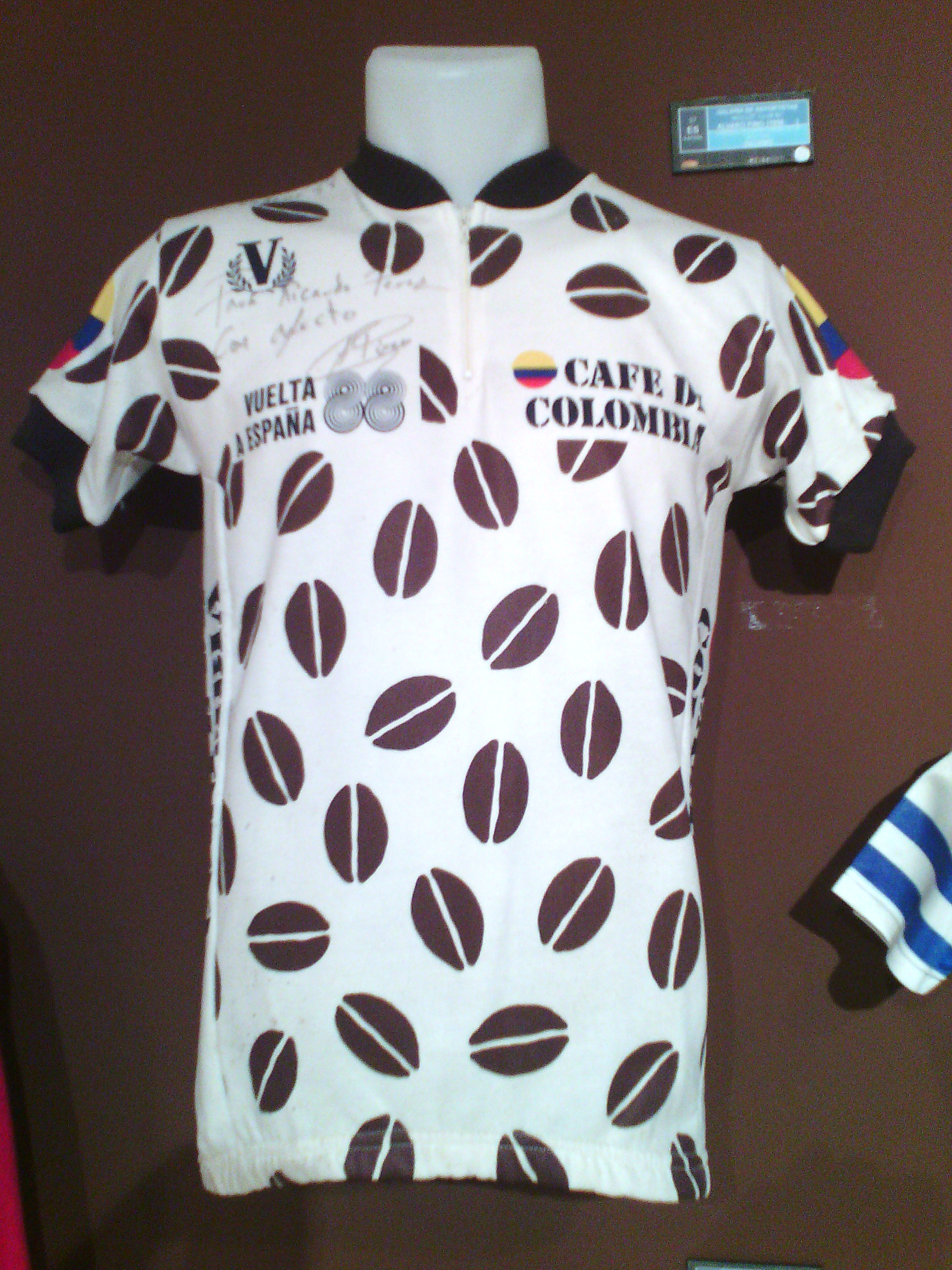
Maillot de Café de Colombia de la Vuelta a España 1988 en el Museo Etnolúdico de Galicia.

En 1988, Fabio Parra fichó por el Kelme y abandonó la disciplina del equipo. Herrera volvió a conseguir otro triunfo importante en Europa, al ganar el Dauphiné Libéré. En Colombia, el mismo Herrera ganó la Vuelta a Colombia.
En la Vuelta a España, Herrera no pudo defender su triunfo del año anterior, en una edición muy pobre en cuanto a etapas montañosas, y lo mejor que obtuvo fue un tercer puesto en la cronoescalada al Alto del Naranco. Martín Ramírez, 16.º, fue el mejor del equipo en la clasificación general.
En el Tour de Francia, aunque terminó en un meritorio 6.º en la general final, Herrera no consiguió brillar ni siquiera en las etapas de montaña, siendo su mejor resultado un 5.º puesto en la etapa de Alpe d'Huez.
En 1989, Lucho Herrera acudió al Giro de Italia, donde conseguía ganar dos etapas y la clasificación de la montaña, consiguiendo así ganar dicho título en las tres Grandes Vueltas.
En la Vuelta a España, Alberto Camargo obtuvo una victoria de etapa, mientras que Ramírez fue, de nuevo, el mejor en la general, al terminar 12.º. Martín Farfán vistió el maillot de líder, aunque solo durante una jornada.
En el Tour de Francia, fracasó el equipo al completo, a pesar de intentar reforzar la plantilla con rodadores europeos para las etapas llanas. El mejor clasificado fue Herrera, 19.º en la general.

##### Dopaje
Martín Farfán, que realizó una gran actuación en la Vuelta a España 1989, quedando tercero en la cronoescalada de Valdezcaray, donde se vistió de amarillo por una jornada, dio positivo en los controles correspondientes a la 15.ª y la 16.ª etapa por consumir pemolina, un estimulante.

##### Ajuste presupuestario y posible fusión con el Kelme
A finales de 1989, se especuló con la posibilidad de una fusión entre las formaciones del Café de Colombia y el Kelme español, aunque finalmente no se alcanzó acuerdo en las negociaciones.
No obstante, debido a la caída de los precios internacionales del café, el presupuesto de cara a la temporada siguiente tuvo que ser reducido. Para evitar la desaparición del equipo, Herrera aceptó una rebaja de su ficha.

##### Última temporada
En la Vuelta a España cosecharon dos victorias, una en el llano, ganada por el danés Jesper Worre, y otra en la montaña, en la cima del Naranco, gracias al colombiano Camargo. En la general, Herrera fue el mejor clasificado, al terminar en 11.ª posición.
Durante ese año el equipo no cosechó ninguna victoria más en Europa y sólo aumentaron el palmarés con algunos triunfos menores en Colombia.
La crisis del patrocinador, unido a que el equipo no fue invitado al Tour de Francia, hizo que la firma cafetera decidiera retirar el patrocinio del equipo ciclista. En agosto de 1990, se anunció el fichaje de Lucho Herrera por el otro gran equipo colombiano, el Postobón.

## Corredor mejor clasificado en las Grandes Vueltas
| Año  | Giro de Italia      | Tour de Francia              | Vuelta a España            |
| ---- | ------------------- | ---------------------------- | -------------------------- |
| 1983 | -                   | 16.º Edgar Corredor          | -                          |
| 1984 | -                   | 12.º Rafael Acevedo          | -                          |
| 1985 | 42.º Rafael Acevedo | 7.º Lucho Herrera            | 5.º Fabio Parra            |
| 1986 | -                   | 21.º José Patrocinio Jiménez | 8.º Fabio Parra            |
| 1987 | -                   | 5.º Lucho Herrera            | 1.º Lucho Herrera          |
| 1988 | -                   | 6.º Lucho Herrera            | 16.º Martín Alonso Ramírez |
| 1989 | 18.º Lucho Herrera  | 19.º Lucho Herrera           | 12.º Martín Alonso Ramírez |
| 1990 | -                   | -                            | 12.º Lucho Herrera         |